# Куцокрил болотяний
Куцокри́л болотяний (Bradypterus baboecala) — вид горобцеподібних птахів родини кобилочкових (Locustellidae). Мешкає в Африці на південь від Сахари. Виділяють низку підвидів.

## Підвиди
Виділяють сім підвидів:
- B. b. chadensis Macdonald, 1939 — західний Чад;
- B. b. abyssinicus Macdonald, 1939 — Ефіопія;
- B. b. tongensis Macdonald, 1939 — від південно-східної Кенії до сходу ПАР;
- B. b. msiri Macdonald, 1939 — від східної Анголи і південного сходу ДР Конго до північної і західної Замбії і північно-східної Ботсвани;
- B. b. benguellensis Macdonald, 1939 — західна Ангола;
- B. b. transvaalensis Macdonald, 1939 — від центрального Зімбабве до Лесото і сходу ПАР;
- B. b. baboecala Shelley, 1893 — південь ПАР.

## Поширення і екологія
Болотяні куцокрили живуть переважно на болотах.